# Sheila Blanco Gutiérrez
Sheila Blanco Gutiérrez   (Salamanca, 25 de gener de 1982) és una cantant, compositora, divulgadora cultural i periodista espanyola. És coneguda per fusionar textos amb música, tant clàssica com pop, rock, folk i jazz, creant una simbiosi entre llenguatges artístics amb un estil molt personal. Així mateix, ha fet adaptacions musicals de textos d'escriptores espanyoles, com les poetes i escriptores de la Generació del 27, amb una clara voluntat de recuperar les dones per a la memòria històrica.

## Trajectòria professional

### Formació
Sheila Blanco va estudiar la carrera de Comunicació Audiovisual a la Universitat Pontifícia de Salamanca i, així mateix, va cursar estudis clàssics de piano i cant en el Conservatori Professional de Música de Salamanca. Posteriorment es va traslladar a Madrid, on va cursar el postgrau d'Especialització i Rehabilitació de la Veu Professional parlada i cantada a la Universitat d'Alcalá de Henares.

### Divulgació de clàssics de la música
Va començar la seva carrera professional com a periodista a la ràdio i la televisió, treballant durant quatre anys com a redactora internacional a les emissores de Cadena Ser per a Llatinoamèrica, activitat que va compaginar amb la música fins a l'any 2009, moment en què decidí dedicar-se de ple a aquesta última, mentre continuava ampliant els seus estudis.
Al principi va començar fent arranjaments rítmics basats en les peces més conegudes de músics clàssics, on canta la seva biografia amb tocs d'humor i actualitat, els Bioclassics. La primera d'aquestes creacions va ser sobre el compositor que més admira, Johann Sebastian Bach; per a la segona va triar Wolfgang Amadeus Mozart, la popular melodia de la Marxa turca. Un nen genial. Va continuar recreant molts compositors clàssics, relacionant la seva música amb alguns artistes representats en el Museu del Prado de Madrid, com les quatre estacions de Vivaldi.
El 2016 fitxa per Warner com una de les mentores del programa de televisió A capela (Movistar Plus) i col·labora en el programa de ràdio Anda ya! (Els 40). Així mateix participa en La Veu Kids (Antena 3) com a vocal coach des de la primera edició. A la ràdio, col·labora en els programes La Ventana, amb Carles Francino, i Sofà Sonoro, amb Alfonso Cardenal, tots dos de la Cadena Ser.
A més, ha creat composicions versionant coneguts temes musicals contemporanis als quals inclou lletres pròpies relatives a qüestions de l'actualitat política espanyola amb una visió crítica i sarcàstica. Algunes d'elles són: Melancolía por los atascos, Soy Rivera, El trifachito, etc.

### Recuperació del llegat de dones poetes espanyoles
El treball de Sheila Blanco ha estat molt enfocat a reivindicar i recuperar la figura de les dones poetesses i intel·lectuals de la Generació del 27, que va conèixer arran del documental de Tania Balló sobre Las Sinsombrero. Es va plantejar aleshores la seva col·laboració amb el tercer episodi d'aquesta sèrie documental. Així, després de tres anys de recerca, el 2020 va veure la llum el seu disc Cantando a las poetas del 27, on fa una acurada selecció i adaptació musical de les lletres d'algunes de les principals escriptores d'aquesta generacióː Carmen Conde, Ernestina de Champourcín, Concha Méndez, Elisabeth Mulder, Pilar de Valderrama, Margarita Ferreras, Josefina Romo Arregui i Dolores Catarinéu. En aquest disc, igual que en els seus recitals, abans de cada interpretació inclou una petita presentació de cada autora, contextualitzant els seus poemes i enquadrant-los en les circumstàncies personals i sociopolítiques del moment, així com denunciant la injustícia i la pèrdua que representa que el seu llegat hagi estat invisibilitzat, a diferència del que ha ocorregut amb la majoria dels seus companys de generació homes. Tant en el disc com en els recitals, s'inclou un tema de composició pròpia i molt personal, Pájaros negros, on a cappella, sense cap instrument més que la seva veu i uns rítmics cops en el pit, Sheila –segons explica ella mateixa– canta a les pròpies pors i inseguretats, que són, també, de totes i tots.

## Discografia
Sheila Down (2012) va ser l'òpera prima de la cantant, pianista i compositora. Es tracta d'un disc autoeditat, en el qual Sheila Blanco interpreta onze temes originals –deu en espanyol i un en anglès– on, tant la lletra com la música responen a composicions pròpies i molt personals. Enregistrat ambla banda argentina Toch, integrada pels germans Juan Pablo i Andrés Theaux i Martín Elena.
Everything must change (2012) és un disc de jazz i blues, editat per Indigo Records, i interpretat per Sheila Blanco i el quintet Larry Martin Band, amb Larry Martin (bateria), Enrique García (guitarra), Richie Ferrer (contrabaix) i Domingo Sánchez (piano).
A Song For You, Speak Jazzy (2015), un disc de jazz i blues autoeditat, en homenatge a Larry Martin, interpretat per Sheila Blanco (veu), Antonio Calero (bateria), Enrique García (guitarra) Richie Ferrer (contrabaix) i Miguel Ángel López (piano).
Puro Gershwin (2018), enregistrat en directe, fa un recorregut i un homenatge a la música d'aquest compositor novaiorquès, essencial en la formació i els gustos de Blanco. L'hi acompanyen Federico Lechner al piano, i Chema Saiz, Israel Sandoval i Marcos Collado, a la guitarra.
També va autoeditar el disc del seu projecte poètic-musical titulat Cantando a las poetas del 27 (2020), en el qual ha musicalitzat, posant-hi veu i ritme, els poemes de diverses poetes dones d'aquesta generació literària, com ara Primer exilio, d'Ernestina de Champourcin, Roja, toda roja, d'Elisabeth Mulder, En la tierra de nadie, de Carmen Conde, Negra sombra, de Rosalía de Castro, entre d'altres. Aquest projecte poètic musical, que consisteix en la composició de la partitura per a piano amb veu, fou presentat als Teatros del Canal de Madrid, al maig del 2021.